# Campionati del mondo di ciclismo su strada - Cronometro maschile Elite
La cronometro maschile Elite è una delle prove disputate durante i campionati del mondo di ciclismo su strada. Si tenne per la prima volta nel 1994.

## Albo d'oro

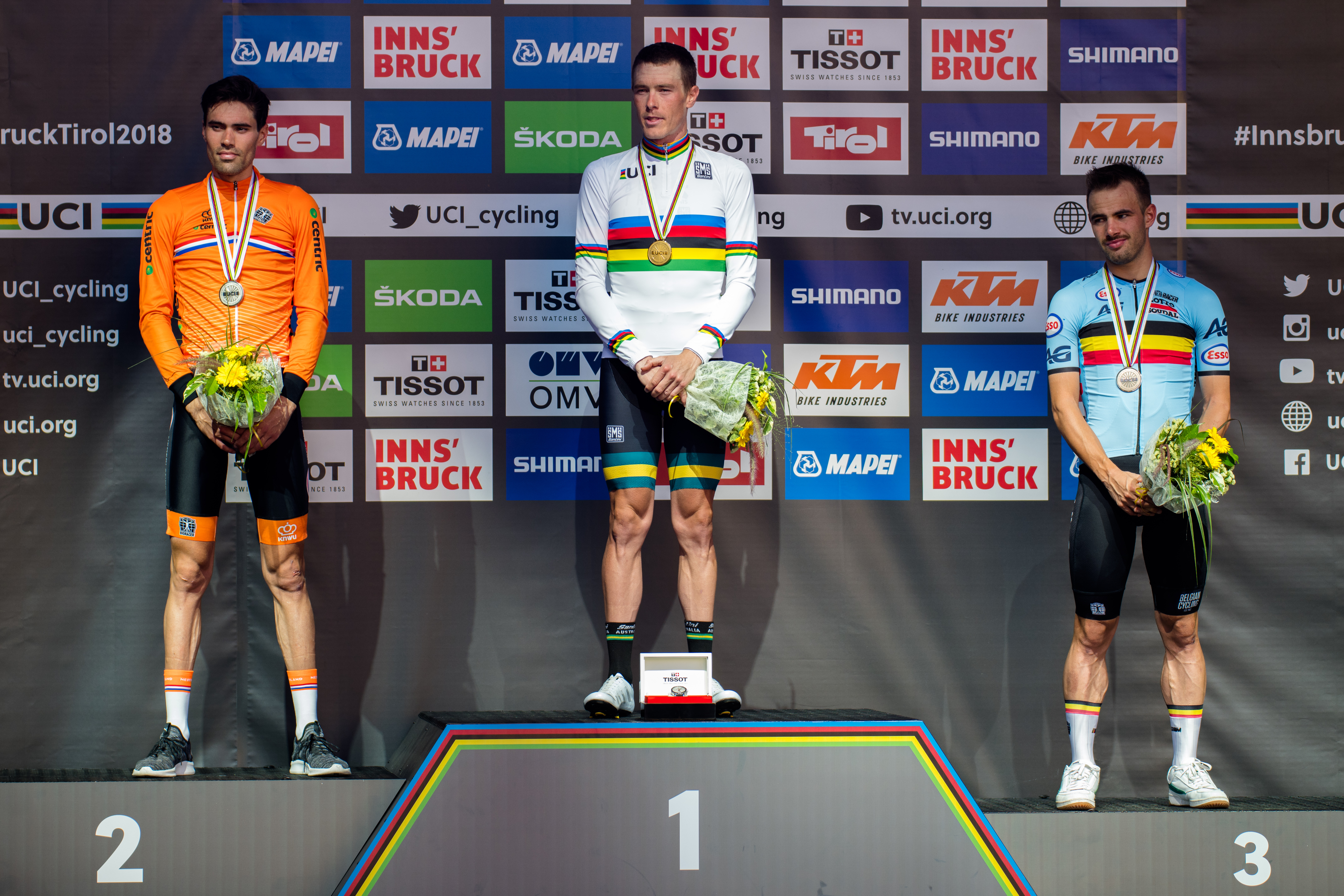
Il podio dell'edizione 2018

Aggiornato all'edizione 2024.
| Anno | Vincitore         | Secondo             | Terzo                     |
| ---- | ----------------- | ------------------- | ------------------------- |
| 1994 | Chris Boardman    | Andrea Chiurato     | Jan Ullrich               |
| 1995 | Miguel Indurain   | Abraham Olano       | Uwe Peschel               |
| 1996 | Alex Zülle        | Chris Boardman      | Tony Rominger             |
| 1997 | Laurent Jalabert  | Serhij Hončar       | Chris Boardman            |
| 1998 | Abraham Olano     | Melchor Mauri       | Serhij Hončar             |
| 1999 | Jan Ullrich       | Michael Andersson   | Chris Boardman            |
| 2000 | Serhij Hončar     | Michael Rich        | László Bodrogi            |
| 2001 | Jan Ullrich       | David Millar        | Santiago Botero           |
| 2002 | Santiago Botero   | Michael Rich        | Igor González de Galdeano |
| 2003 | Michael Rogers    | Uwe Peschel         | Michael Rich              |
| 2004 | Michael Rogers    | Michael Rich        | Aleksandr Vinokurov       |
| 2005 | Michael Rogers    | José Iván Gutiérrez | Fabian Cancellara         |
| 2006 | Fabian Cancellara | David Zabriskie     | Aleksandr Vinokurov       |
| 2007 | Fabian Cancellara | László Bodrogi      | Stef Clement              |
| 2008 | Bert Grabsch      | Svein Tuft          | David Zabriskie           |
| 2009 | Fabian Cancellara | Gustav Larsson      | Tony Martin               |
| 2010 | Fabian Cancellara | David Millar        | Tony Martin               |
| 2011 | Tony Martin       | Bradley Wiggins     | Fabian Cancellara         |
| 2012 | Tony Martin       | Taylor Phinney      | Vasil' Kiryenka           |
| 2013 | Tony Martin       | Bradley Wiggins     | Fabian Cancellara         |
| 2014 | Bradley Wiggins   | Tony Martin         | Tom Dumoulin              |
| 2015 | Vasil' Kiryenka   | Adriano Malori      | Jérôme Coppel             |
| 2016 | Tony Martin       | Vasil' Kiryenka     | Jonathan Castroviejo      |
| 2017 | Tom Dumoulin      | Primož Roglič       | Chris Froome              |
| 2018 | Rohan Dennis      | Tom Dumoulin        | Victor Campenaerts        |
| 2019 | Rohan Dennis      | Remco Evenepoel     | Filippo Ganna             |
| 2020 | Filippo Ganna     | Wout Van Aert       | Stefan Küng               |
| 2021 | Filippo Ganna     | Wout Van Aert       | Remco Evenepoel           |
| 2022 | Tobias Foss       | Stefan Küng         | Remco Evenepoel           |
| 2023 | Remco Evenepoel   | Filippo Ganna       | Joshua Tarling            |
| 2024 | Remco Evenepoel   | Filippo Ganna       | Edoardo Affini            |

## Medagliere
| Pos.   | Nazione       | Oro | Argento | Bronzo | Totale |
| ------ | ------------- | --- | ------- | ------ | ------ |
| 1      | Germania      | 7   | 5       | 5      | 17     |
| 2      | Svizzera      | 5   | 1       | 5      | 11     |
| 3      | Australia     | 5   | 0       | 0      | 5      |
| 4      | Gran Bretagna | 2   | 5       | 4      | 11     |
| 5      | Italia        | 2   | 4       | 2      | 8      |
| 6      | Belgio        | 2   | 3       | 3      | 8      |
| 7      | Spagna        | 2   | 3       | 2      | 7      |
| 8      | Paesi Bassi   | 1   | 1       | 2      | 4      |
| 9      | Ucraina       | 1   | 1       | 1      | 3      |
| 9      | Bielorussia   | 1   | 1       | 1      | 3      |
| 11     | Colombia      | 1   | 0       | 1      | 2      |
| 11     | Francia       | 1   | 0       | 1      | 2      |
| 13     | Norvegia      | 1   | 0       | 0      | 1      |
| 14     | Stati Uniti   | 0   | 2       | 1      | 3      |
| 15     | Svezia        | 0   | 2       | 0      | 2      |
| 16     | Ungheria      | 0   | 1       | 1      | 2      |
| 17     | Canada        | 0   | 1       | 0      | 1      |
| 17     | Slovenia      | 0   | 1       | 0      | 1      |
| 19     | Kazakistan    | 0   | 0       | 2      | 2      |
| Totale | Totale        | 31  | 31      | 31     | 93     |